# Roberto Salvarezza
Roberto Carlos Salvarezza (Lanús, 30 de enero de 1952) es un científico y político argentino que desde el 10 de diciembre de 2019 al 20 de septiembre de 2021, ejerció como Ministro de Ciencia, Tecnología e Innovación de la Nación. Desde 2017 hasta 2019 fue diputado nacional por la provincia de Buenos Aires. Es investigador superior del Conicet y fue su presidente entre 2012 y 2015. Como científico se desempeña en el área de nanociencia y nanotecnología. Es miembro de la IUPAC.

## Biografía

### Formación y trayectoria académica
Roberto Salvarezza egresó como Bioquímico de la Universidad de Buenos Aires en 1977. Obtuvo su título de doctor en Bioquímica por la misma unidad académica en 1981 con la tesis titulada "Corrosión microbiológica del aluminio y aleaciones en sistemas agua-combustible" bajo la dirección del Dr. H.A. Videla.
En los comienzos de su carrera como investigador se dedicó al estudió de procesos electroquímicos. A fines de los años 1980 se especializó en nuevas técnicas de microscopía de barrido en la Universidad Autónoma de Madrid. Desde ese momento orientó su carrera científica hacia la nanotecnología.
En 1992 fundó el Laboratorio de Nanoscopías del Instituto de Investigaciones Fisicoquímicas Teóricas y Aplicadas (INIFTA) de La Plata. Fue director de dicho laboratorio y también del INIFTA.
Es autor de más de 350 publicaciones científicas, recibiendo más de 15 mil citaciones.
En abril de 2012 fue designado por el ministro de ciencia, Lino Barañao, como presidente del Conicet. En diciembre de 2015 renuncia al cargo por considerar que el presidente electo, Mauricio Macri, no garantizaba las políticas científicas que se venían llevando a cabo.
En julio de 2016, Salvarezza fue elegido por sus pares como representante del área de Ciencias Exactas y Naturales en el directorio del Conicet. Sin embargo, el gobierno no aprobó su designación, un hecho hasta ese momento inédito en la historia del ente. Esto produjo una respuesta de la comunidad científica, que calificó el hecho como un acto de "discriminación política". Entre los apoyos que recibió Salvarezza se encuentran los deː el Consejo Directivo de la Facultad de Ciencias Exactas de la UBA, la Federación Mundial de Trabajadores Científicos y el grupo CyTa, que engloba a científicos reconocidos como Paenza, Kornblihtt, Gamarnik y Barrancos, entre otros.

### Diputado nacional
En junio de 2017 se determinó que la lista de Unidad Ciudadana, el partido liderado por Cristina Fernández de Kirchner, llevaría como primeros candidatos a diputados nacionales a la economista Fernanda Vallejos y al científico Roberto Salvarezza. En las elecciones de octubre de 2017,  Unidad Ciudadana obtuvo el segundo puesto con el 37 % de los votos, quedando por detrás de Cambiemos que obtuvo el 40 %. De esta manera Salvarezza resultó elegido para el período 2017-2021.

### Ministro de Ciencia, Tecnología e Innovación
El 6 de diciembre fue confirmado como ministro de Ciencia, Tecnología e Innovación, cargo que asumió el 10 de ese mes. Esto significa además la restauración del MinCyT, que había sido rebajado a la categoría de Secretaría durante el gobierno de Mauricio Macri. Lo acompañan en la gestión el físico Diego Hurtado en la Secretaría de Políticas y Planeamiento; el también físico Juan Pablo Paz en la Secretaría de Articulación Científica y Tecnológica; el economista Fernando Peirano en la Agencia Nacional de Promoción Científica y Tecnológica y la química Ana Franchi en Conicet. El 15 de septiembre de 2021 presentó su dimisión al cargo la cual fue aceptada dos días más tarde. Su salida fue acompañada por un amplio reconocimiento a la gestión realizada desde el Ministerio tanto en iniciar la recuperación del sistema científico/tecnológico como en enfrentar la pandemia COVID-19. es designado posteriormente presidente de la empresa estatal YPF Tecnología. En 2022, también fue designado presidente de la empresa YPF litio, compartiendo ambas presidencias desde donde impulsó fuertemente el agregado de valor al litio que se extrae en el país avanzando en la fabricación de las celdas para las baterías de ion litio como así también la producción local de los distintos materiales que las componen. Presentó su renuncia a la dirección de ambas empresas partir del 10 de diciembre de 2023 por considerar que no están dadas las condiciones tanto a nivel nacional como en el entorno de las empresas para garantizar el desarrollo de proyectos científicos/tecnológicos soberanos en el país. A partir del 1 de marzo de 2024 se desempeña como Presidente del Directorio de la Comisión de Investigaciones Científicas de la Provincia de Buenos Aires dependiente del Ministerio de Producción Ciencia e Innovación Tecnológica de la provincia acompañando la gestión del Gobernador Axel Kicillof.

## Aportes científicos
Dentro del área de la nanotecnología ha hecho contribuciones en dos tecnologías de microscopía, la de efecto túnel y la de fuerzas atómicas. También ha aportado nuevos métodos de nano y microfabricación y de síntesis de nanomateriales. Su laboratorio fue el primero en aplicar técnicas de este tipo en Latinoamérica y también fue el lugar donde se dictaron los primeros cursos del área en la región. El laboratorio de Salvarezza también se ha caracterizado por la transferencia tecnológica y formación de personal en diversos sectores de la industria.

## Publicaciones
Selección de las publicaciones más citadas de Roberto Salvarezzaː
- Vericat, C., Vela, M. E., Benitez, G., Carro, P., & Salvarezza, R. C. (2010). Self-assembled monolayers of thiols and dithiols on gold: new challenges for a well-known system. Chemical Society Reviews, 39(5), 1805-1834.
- Vericat, C., Vela, M. E., & Salvarezza, R. C. (2005). Self-assembled monolayers of alkanethiols on Au (111): surface structures, defects and dynamics. Physical Chemistry Chemical Physics, 7(18), 3258-3268.
- Vericat, C., Vela, M. E., Benitez, G. A., Gago, J. M., Torrelles, X., & Salvarezza, R. C. (2006). Surface characterization of sulfur and alkanethiol self-assembled monolayers on Au (111). Journal of Physics: Condensed Matter, 18(48), R867.
- Pensa, E., Cortés, E., Corthey, G., Carro, P., Vericat, C., Fonticelli, M. H., ... & Salvarezza, R. C. (2012). The chemistry of the sulfur–gold interface: in search of a unified model. Accounts of chemical research, 45(8), 1183-1192.
- de Chialvo, M. G., Salvarezza, R. C., Moll, D. V., & Arvia, A. J. (1985). Kinetics of passivation and pitting corrosion of polycrystalline copper in borate buffer solutions containing sodium chloride. Electrochimica Acta, 30(11), 1501-1511.

## Premios y distinciones
- Premio Konex de Platino en Ciencia y Tecnología (2003)[1]
- Diploma al mérito Konex en Ciencia y Tecnología (2003)
- Beca de la International Union of Pure and Applied Chemistry (IUPAC) (2006)
- Premio Houssay (2007)
- Beca Guggenheim (2008)
- Premio Bunge y Born (2012)
- Premio Houssay Trayectoria (2016)
- Doctor "Honoris Causa" de la Universidad Nacional de La Plata (2023)

## Membresías
- Presidente de la Asociación Argentina de Investigación Fisicoquímica